# Arhiducele Albrecht de Austria-Teschen
Arhiducele Albrecht Friedrich Rudolf Dominik de Austria, Duce de Teschen (n. 3 august 1817, Viena, Imperiul Austriac – d. 18 februarie 1895, Arco, Trentino-Tirolul de Sud, Italia) a fost membru al Casei de Habsburg și general imperial austriac. Inspector General timp de 36 de ani, a primit rangul de feldmareșal în armata austriacă (1888) și cea germană (1893).